# Aire urbaine de Mamers
L'aire urbaine de Mamers est une aire urbaine française constituée autour de la ville de Mamers (Sarthe).

## Caractéristiques
D'après la délimitation établie par l'INSEE, l'aire urbaine de Mamers est composée de six communes, dont cinq sont situées dans la Sarthe et une dans l'Orne.

## Composition
Les communes de l'aire urbaine de Mamers sont les suivantes :
| Nom                  | Code Insee | Statut | Superficie (km2) | Population (dernière pop. légale) | Densité (hab./km2) |
| -------------------- | ---------- | ------ | ---------------- | --------------------------------- | ------------------ |
| Commerveil           | 72086      |        | 5,64             | 138 (2022)                        | 24                 |
| Mamers               | 72180      |        | 5,05             | 5 080 (2022)                      | 1 006              |
| Marollette           | 72188      |        | 5,7              | 159 (2022)                        | 28                 |
| Origny-le-Roux       | 61319      |        | 14,12            | 249 (2022)                        | 18                 |
| Saint-Longis         | 72295      |        | 11,22            | 511 (2022)                        | 46                 |
| Saint-Rémy-des-Monts | 72316      |        | 10,12            | 705 (2022)                        | 70                 |

## Évolution démographique
| 1968  | 1975  | 1982  | 1990  | 1999  | 2006  | 2011  | 2016  |
| ----- | ----- | ----- | ----- | ----- | ----- | ----- | ----- |
| 7 203 | 7 833 | 8 021 | 7 766 | 7 688 | 7 381 | 7 210 | 7 056 |